# Chetrosu, Iampol
Chetrosu (satul a fost redenumit de autoritățile sovietice în Довжок, transliterat: Dovjok în 1946) este o comună în raionul Iampol, regiunea Vinița, Ucraina, formată numai din satul de reședință. În trecut a fost un sat majoritar moldovenesc (românesc), fiind asimilat în prezent.

## Istoric
Satul a fost fondat de țăranii moldoveni pribegi prin secolul al XVIII-lea, de atunci venind și prima mențiune istorică a așezării. În 1705, în localitate a fost construită o biserica de lemn cu hramul Înălțării Sfintei Cruci. O nouă biserică din piatră cu cinci cupole a fost construită în detrimentul trezoreriei țariste, în anii 1853–1868, fiind însă distrusă de autoritățile comuniste în anii '30 ai secolului trecut.

## Demografie
Componența lingvistică a satului Chetrosu
     Ucraineană (98,51%)
     Rusă (1,24%)
     Alte limbi (0,25%)
Conform recensământului din 2001, majoritatea populației satului Chetrosu era vorbitoare de ucraineană (98,51%), existând în minoritate și vorbitori de rusă (1,24%).

## Legături externe
- ru Сицинский Е. И. Археологическая карта Подольской губернии Arhivat în 26 octombrie 2012, la Wayback Machine.